# Турбьёрнсен, Карл Эспен
Карл Эспен Турбьёрнсен (норв. Carl Espen Thorbjørnsen; род. 15 июля 1982 года в Валестраннсфоссене, Норвегия) — норвежский певец, который представлял Норвегию на конкурсе песни «Евровидение 2014», с песней «Silent Storm».

## Карьера певца

### С 2014-н.в.: конкурс песниЕвровидение
9 марта 2014 года исполнил песню Silent Storm в третьем полуфинале норвежского национального отбора Melodi Grand Prix 2014 и вышел с ней в финал. Финал был 15 марта того же года на арене Oslo Spektrum в Осло, где он попадает в Суперфинал и получает право представлять Норвегию на конкурсе песни Евровидение 2014. Там он прошёл из полуфинала, который состоялся 8 мая, в финал и занял 8 место.